# 榆林铁笼女事件
榆林铁笼女事件是中国大陆2022年继丰县八孩母亲事件后又被揭露出来的一起非法虐待囚禁精神病妇女案。事发陕西佳县金明寺镇元团峁沟村，首先在2022年3月1日微信公众号“现实的模样”发布的“陕西佳县暴出‘铁笼女’，悲惨遭遇堪比江苏丰县的铁链女”一文中披露。

## 具体经过

### 事发
2022年3月1日，微信公众号「现实的模样」发布文章称：李利民是在快手平台裡拥有近十万粉丝的网红主播，2009年与来历不明的小雨同居，刚把小雨捡回来的时候，他把小雨绑在凳子上三天三夜。两人育有一儿一女，女儿2015年5月25日生下后被李利民以三万元的价格卖给了邻村。为了防止小雨逃跑，李利民不仅多次暴打小雨，把小雨打成神经病，还在三轮车上焊了一个大铁笼，在小雨犯病时把她塞进去，李利民的快手账号已被封禁。
3月2日，有元团峁沟村的村民声称网传文章与现实情况有很多不符：小雨是李利民打工时捡回来的，精神上一直有毛病，也不能干活，都是李利民在做饭伺候她；李利民对小雨很有耐心，小雨现在的精神状态比以前好，还会在快手上与丈夫一起扭秧歌；李利民骑三轮车的时候在车斗裡放上小板凳，小雨就坐在上面，不存在什么铁笼子。

### 官方调查
2022年3月1日下午6时，榆林市成立由榆林市公安局牵头，相关部门参与的联合调查组进行调查。当天，李利民在直播时被相关人员带走。2日凌晨，极目新闻记者致电榆林市公安局，询问渉事的李利民是否已经被带走调查，得到肯定答复。
2022年4月6日，榆林市联合调查组发布关于佳县“小雨”事件调查处理情况的通报。

## 争议

### 身份争议
2022年3月2日，邓飞转发文章称铁笼女小雨与2009年失踪的女大学生王国红疑似是同一人。一个百万粉丝的主播曾在2021年把小雨带到了失踪大学生王国红的家乡青海西宁大通县武胜沟村，受到了王国红家乡父老乡亲的夹道欢迎，众多乡亲均认出小雨就是王国红。据文章描述，早已被虐待精神失常的小雨在几十人高中毕业照中指认出了自己和老师，而且在没人带路的情况下自己走到了王国红的家中并在沙发上坐下。就在王国红的亲人强烈要求将小雨留下来的时候，当地警方却坚称DNA鉴定结果展示小雨和王国红不是同一人。